# Arenim Technologies
Az Arenim Technologies IT biztonsági megoldásokat fejlesztő nemzetközi IT vállalat. A cég magyar start-upként indult, budapesti fejlesztő, és stockholmi operációs központtal működik (2014).
A cég alapítói: Kun Szabolcs és Megyeri Attila
A cég biztonságos telekommunikációs és vállalati IT megoldások tervezésével és fejlesztésével foglalkozik.

## Az Arenim fő termékei
- Arenim VoIP motor
- CryptTalk: lehallgatást megelőző kommunikációtitkosító alkalmazás[3]

## Földrajzi adatok
- Operációs központ: Stockholm, Svédország
- Fejlesztési központ: Budapest, Magyarország

## Fontosabb adatok
- Több mint 50.000 üzembe helyezett VoIP végpont világszerte
- Több mint 100.000.000 Arenim VoIP motor által lebonyolított VoIP hívás (2012)
- A 2013-as ISACA (Information Systems Audit and Control Association) „Értékteremtés biztonsággal” díj elnyerése a CryptTalk-kal[4]

Az Arenim Technologies AB. nem kötődik semmilyen kormányzathoz vagy politikai szervezet, a vállalat és a szolgáltatás politikai befolyástól mentes és nem rendelkezik semmilyen szerződéssel, mely függetlenségét és szolgáltatásait veszélyeztetné.